# Buddenbrock (Adelsgeschlecht)

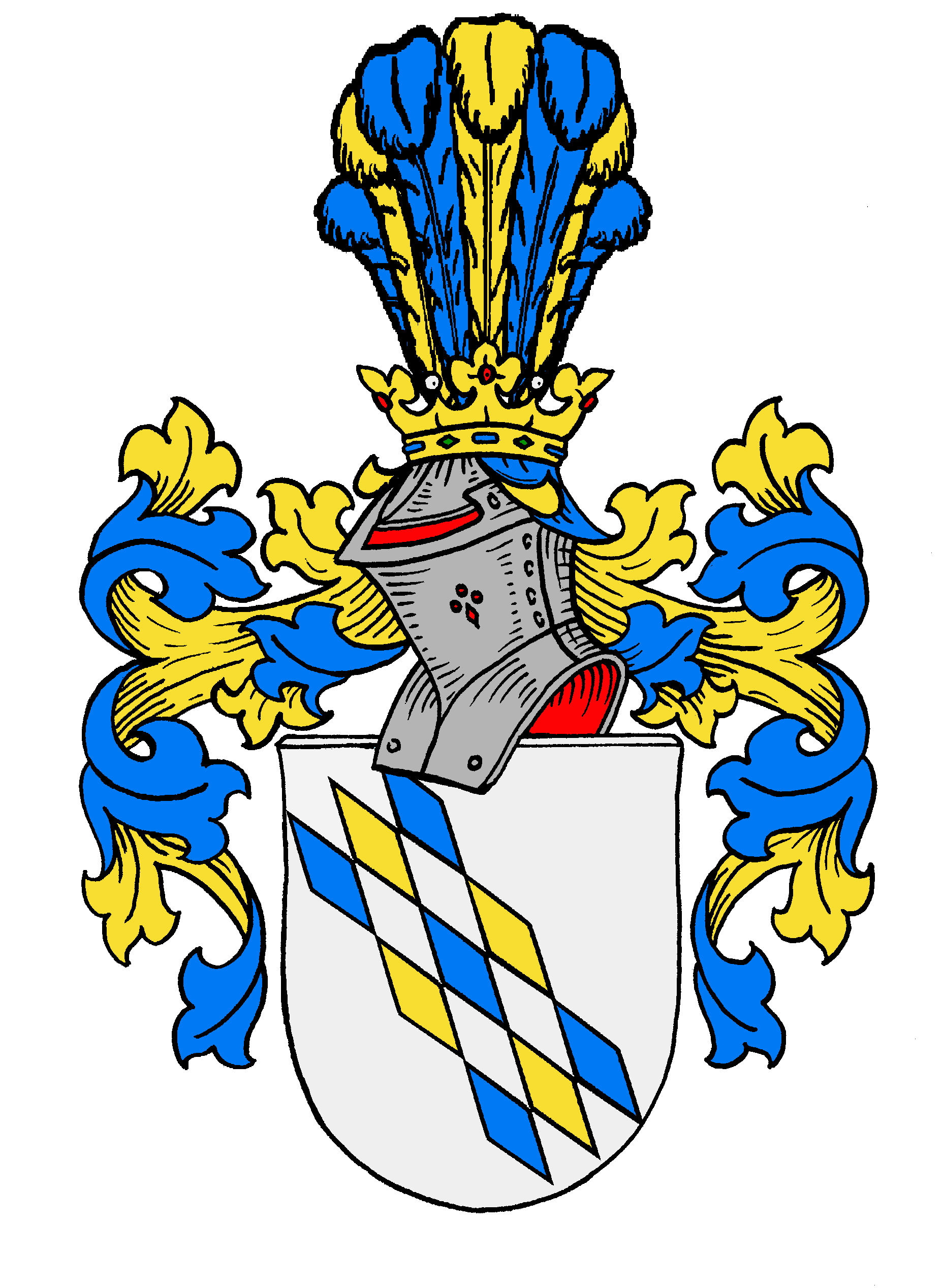
Stammwappen derer von Buddenbrock

Buddenbrock [ˈbʊdn̩ˌbʁoːk] ist der Name eines baltischen Adelsgeschlechts offenbar hanseatischen Ursprungs.

## Geschichte
Der Name des Geschlechts erscheint in den Jahren 1383 und 1384, als in Reval die am hansischen Überseehandel beteiligten Kaufleute Everd, Hermann und Wennemer Buttenbruck urkundeten. Der wohl zum Geschlecht gehörige Gherit Buddenbruck trat Mitte des 14. Jahrhunderts mit einem Hausmarkensiegel auf, das im Stockholmer Museum aufbewahrt wird. Im seit 1409 geführten Bürgerbuch Revals oder in den später beginnenden Verzeichnissen der Schwarzhäupter erscheint der Name bereits nicht mehr.
Das Geschlecht erscheint dann urkundlich am 3. April 1415 mit Henricus Buddenbrock, der vom Deutschen Orden mit Besitz im livländischen Lemburg belehnt wird und mit dem auch die Stammreihe beginnt. Von dort breitete es sich bald nach Kurland und Preußen aus, später auch nach Schweden und Schlesien, im 19. Jahrhundert auch nach Oberösterreich, darüber schließlich in die Schweiz.
Die Immatrikulation in die 1. Klasse der Kurländische Ritterschaft erfolgte am 17. Oktober 1620 für Johann Buddenbrock, in die Livländische Ritterschaft im Jahre 1742 (Nr. 3), die schwedische Adelsnaturalisation und Introduzierung auf dem Ritterhaus bei der Adelsklasse am 24. September 1729 (Nr. 1843) für den königlich schwedischen Oberst Heinrich Magnus von Buddenbrock (1685–1743), die bei der Freiherrenklasse im Jahre 1731 (Nr. 209) für denselben, nunmehr im Rang eines königlich schwedischen Generalmajors.

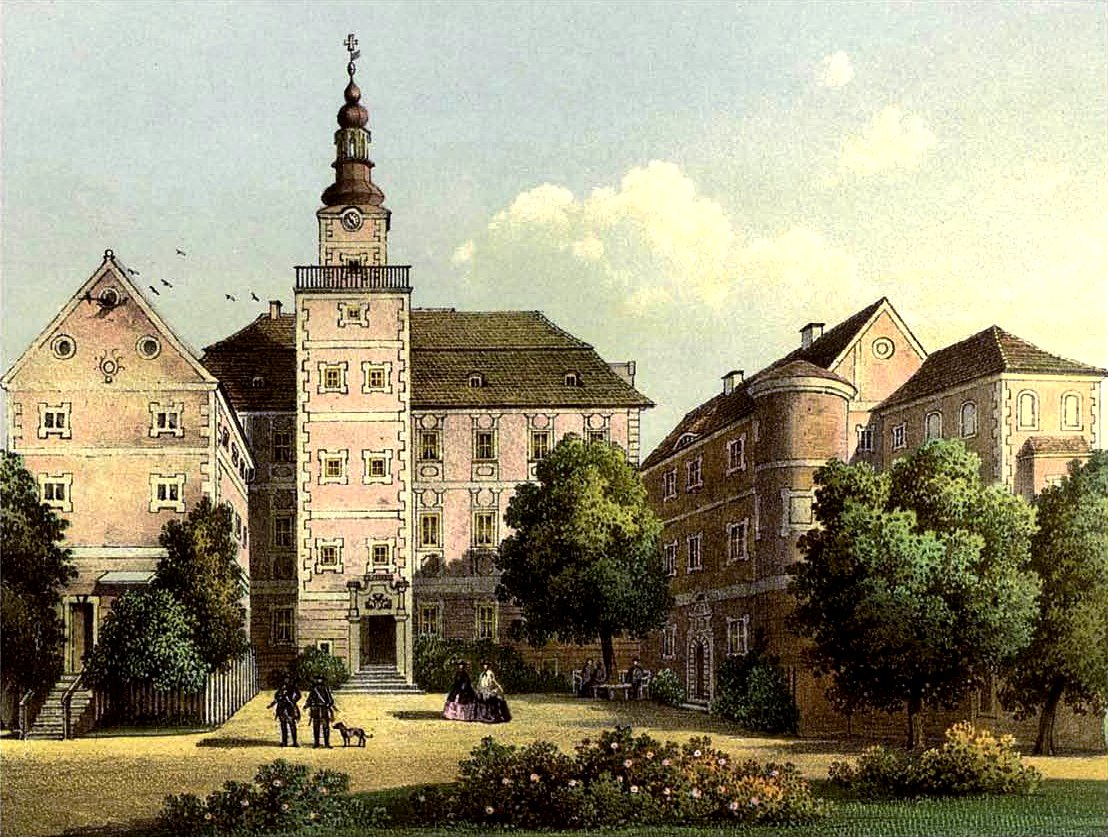
Schloss Pläswitz um 1864/65, Sammlung Alexander Duncker

Ab dem 17. Jahrhundert war das Geschlecht auch in Preußen begütert. Die preußische Erneuerung des Freiherrnstandes erging am 10. November 1786 in Berlin an die Brüder Dietrich Ludwig, Hans Heinrich, Karl Justus, Karl Leopold und Otto Abraham von Buddenbrock. Mit Schloss Pläswitz kam im 18. Jahrhundert über Heirat ein Gut in Schlesien in Familienhand.
Am 6. Dezember 1852 kam es in Charlottenburg zur preußischen Namens- und Wappenvereinigung mit den im Mannesstamm erloschenen Freiherrn von Hettersdorff für den königlich preußischen Kammerherrn und Leutnant a. D. Alexis Freiherr von Buddenbrock (1803–1862), auf Ober- und Nieder-Wabnitz bei Oels, welcher mit Freiin Eleonore von Hettersdorff, der Letzten ihres Geschlechts, vermählt war. Die Brüder Rudolph von Buddenbrock (1821–1895), Fideikommissherr auf Ottlau, königlich preußischer Kammerherr und Mitglied des Herrenhauses, und  Alfred von Buddenbrock (1826–1887), königlich preußischer Generalmajor, sowie deren Vetter Heinrich von Buddenbrock, königlich preußischer Major, erhielten durch außerordentliche Kabinettsorder in Baden-Baden am 23. Juli 1884 mit Diplom aus Berlin vom 28. Februar 1885 die preußische Anerkennung des Freiherrnstandes.
Im August 1878 wurde ein Familienverband gegründet, der am 4. Mai 1901 eine Satzung erhielt und unter dem Namen Freiherrliche v. Buddenbrock’sche Familienvereinigung am 19. Dezember 1901 in das Vereinsregister in Berlin eingetragen wurde.

## Wappen
- Das Stammwappen zeigt ursprünglich in Silber drei Reihen je drei schrägrechts gestellte, abwechselnd schwarze und goldene Rauten – später drei Reihen je drei schrägrechts gestellte abwechselnd blaue und goldene Wecken. Auf dem gekrönten Helm mit ursprünglich schwarz-goldenen, (später blau-goldenen) Decken zunächst ein Busch von sieben natürlichen Pfauenfedern, später sieben abwechselnd blaue und goldene Straußenfedern.
- Das älteste erhaltene Wappensiegel stammt vom 7. August 1478 und zeigt einen schrägrechten Schachbalken, als Helmzier einen Flug. Das zweitälteste stammt vom 26. Juni 1497, ist aber zu undeutlich ausgeprägt, um eine genaue Blasonierung wiederzugeben.[6]
- Historische Wappendarstellungen späterer Jahrhunderte zeigen die zu einer Figur zusammenhängenden schrägrechten Wecken im Schild auch schwebend. Daneben zeigen Darstellungen das Wappen mit zusammenhängenden Wecken, die untereinander eine Schrägrechtsbalkenform bilden, die bis an die Schildränder reicht. So zum Beispiel das 1770 illustrierte Wappen des Johann von Buddenbrock, oder ein gläserner Deckelpokal des 18. Jahrhunderts mit dem Wappen der Familie von Buddenbrock, der zum Inventar des Kunsthistorischen Museums Wien gehört[7] (beide Darstellungen mit der Collane des Schwarzen Adlerordens), und auch Bankett-Tafeltücher aus weißem Seidenleinendamast der Jahre 1891 und 1911.[8][9]
- Das Wappen der Freiherren von Buddenbrock-Hettersdorff von 1852 ist gespalten, rechts das spätere Stammwappen, links in Silber eine entwurzelte fünfblättrige schwarze Lindenstaude (von Hettersdorff). Zwei Helme, rechts der spätere Stammhelm, auf dem linken mit schwarz-silbernen Decken die Lindenstaude zwischen zwei mit goldenen Bändern umwundenen Bärentatzen (von Hettersdorff).

### Historische Wappendarstellungen

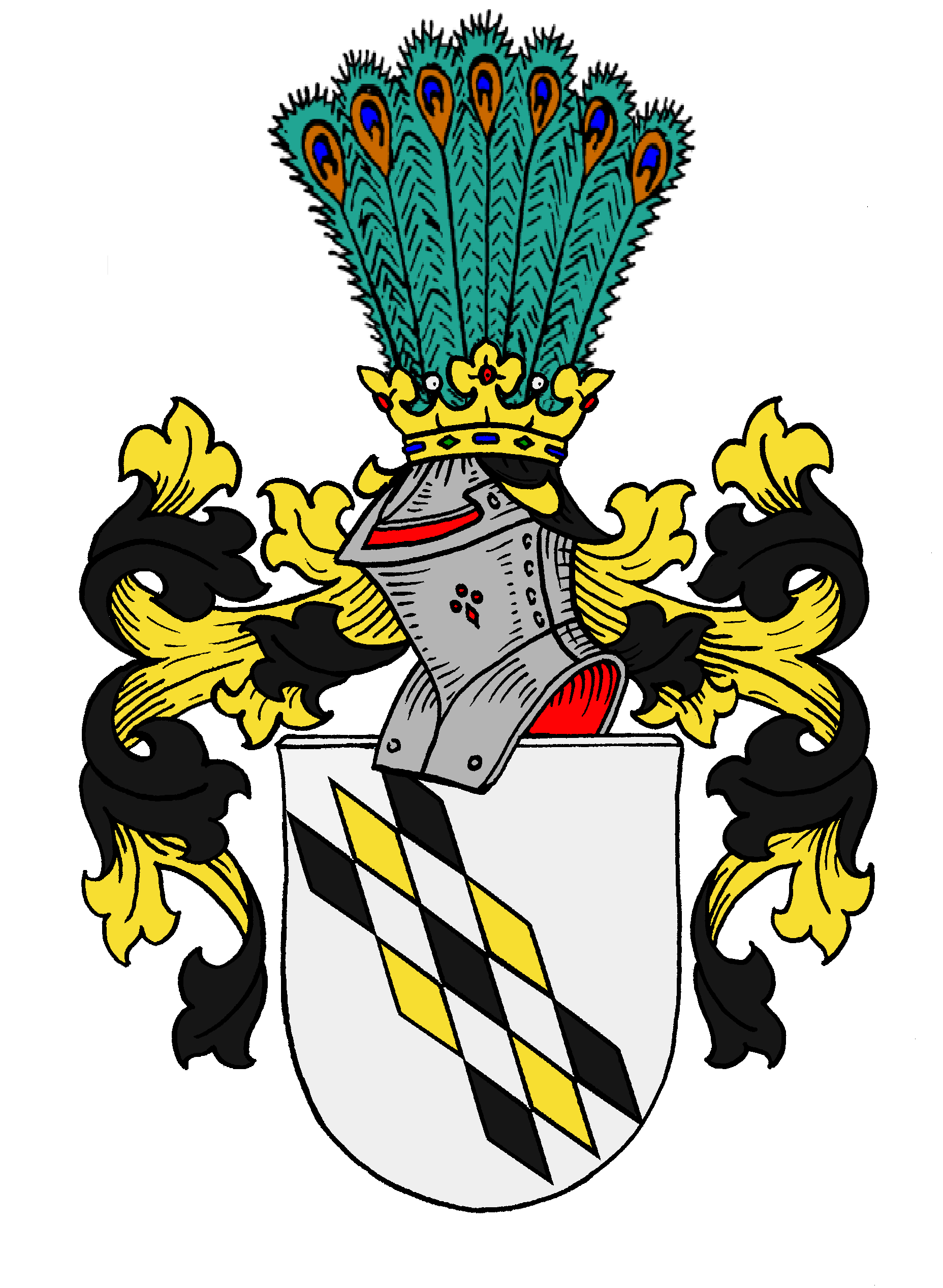
Frühe Variante des Stammwappens der Buddenbrock, wie es mit der schwarzen Farbe und Pfauenfedern geführt wurde
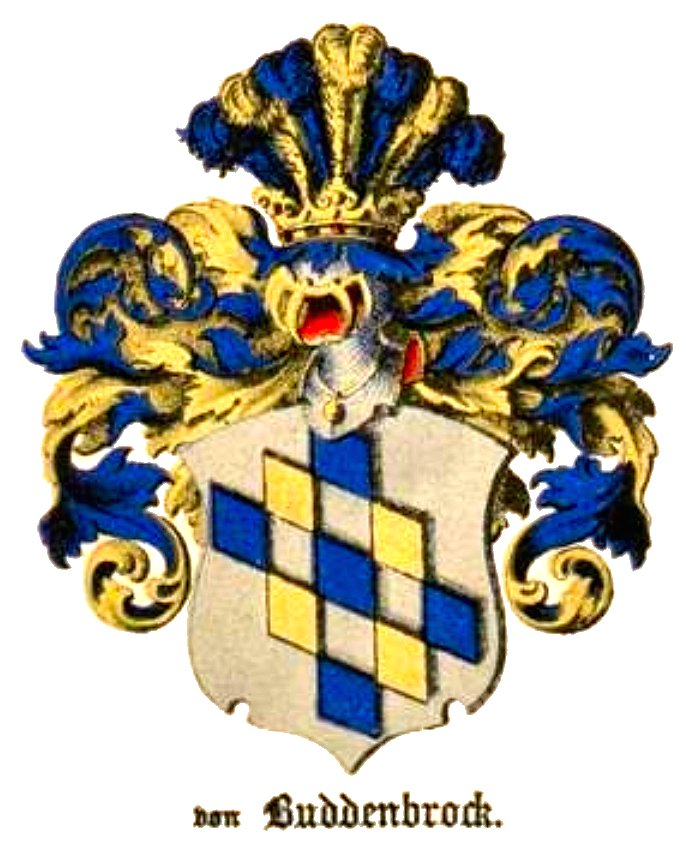
Wappen von Buddenbrock im baltischen Wappenbuch
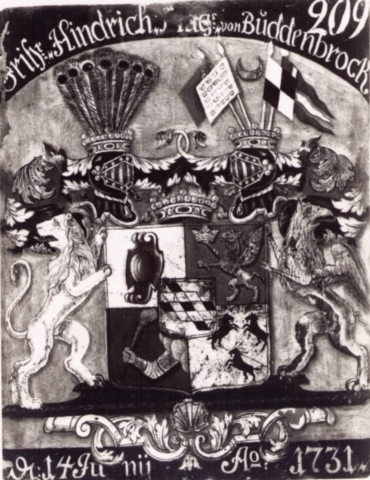
Wappen des schwedischen Generals Henrik Magnus Buddenbrock (1685–1743) 14. Juni 1731 – Herzschild: Stammwappen. 1. Helm Pfauenfedern, 2. Helm (wohl für militärische Verdienste) Kommandoflaggen, dazwischen liegender Halbmond.
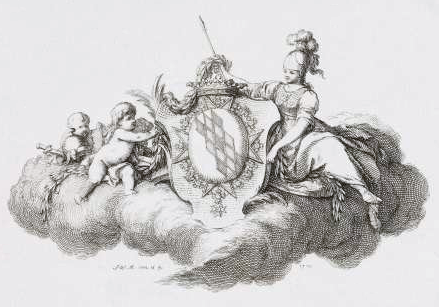
Wappen des preußischen Generals Johann von Buddenbrock (1707–1781), gehalten von Minerva und zwei Putti, dekoriert mit dem Schwarzen Adlerorden (1770)
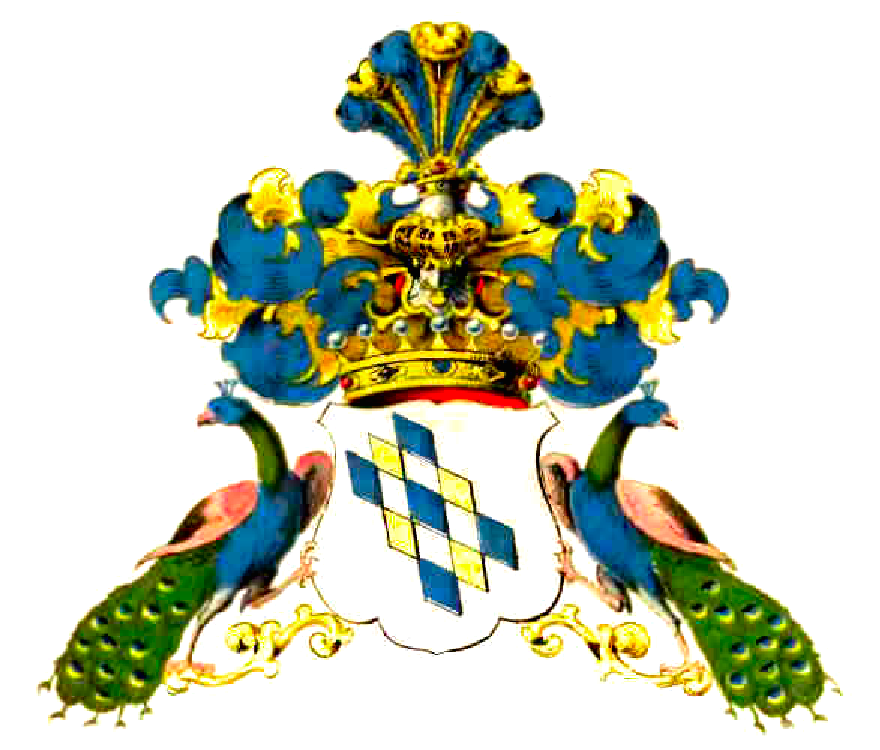
Wappen der Freiherren von Buddenbrock, mit Pfauen als Schildhaltern, eine Reminiszenz an die ursprünglichen Pfauenfedern der Helmzier – hier mit geschlossenen Stößen – im schlesischen Wappenbuch von Leonard Dorst von Schatzberg (1847)
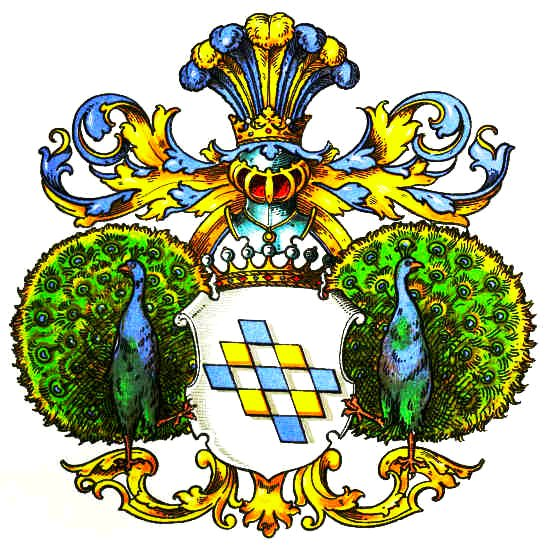
Wappen derer von Buddenbrock im schlesischen Wappenbuch von Alfred Freiherr von Krane mit radschlagenden Pfauen als Schildhaltern

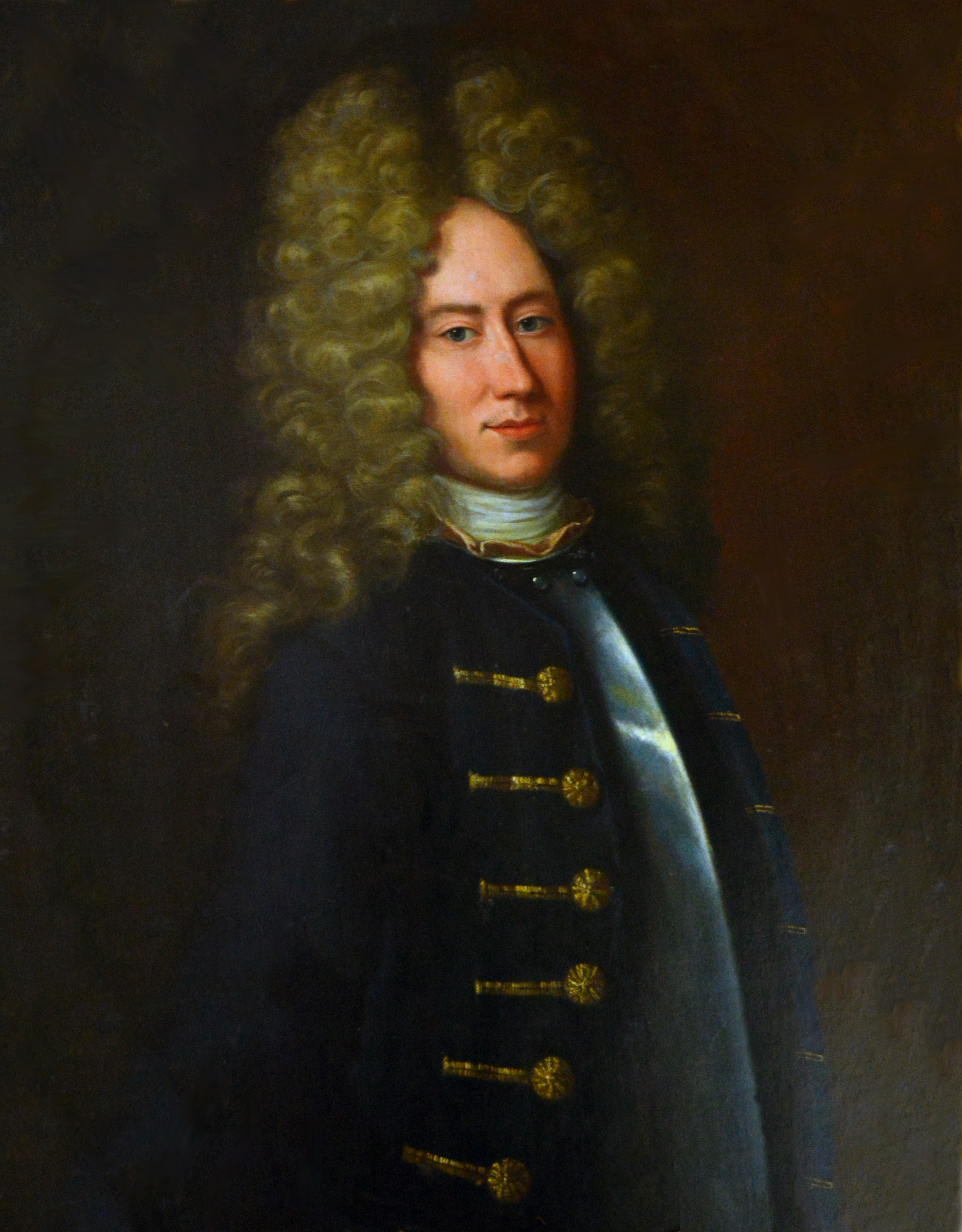
Henrik Magnus Buddenbrock, schwedischer Generalleutnant der Infanterie

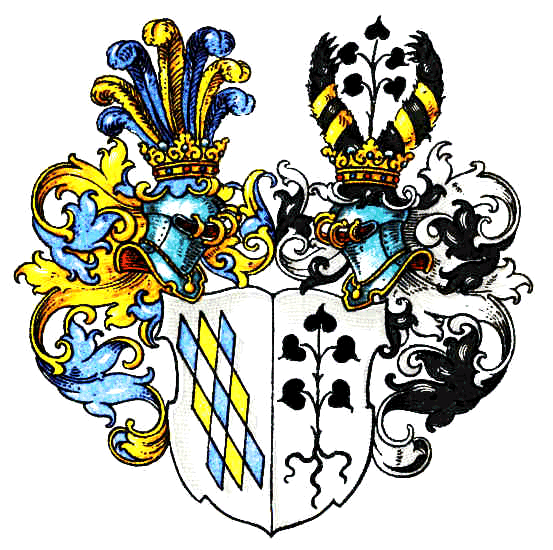
Wappen derer von Buddenbrock-Hettersdorf im schlesischen Wappenbuch von Krane

## Bekannte Familienmitglieder

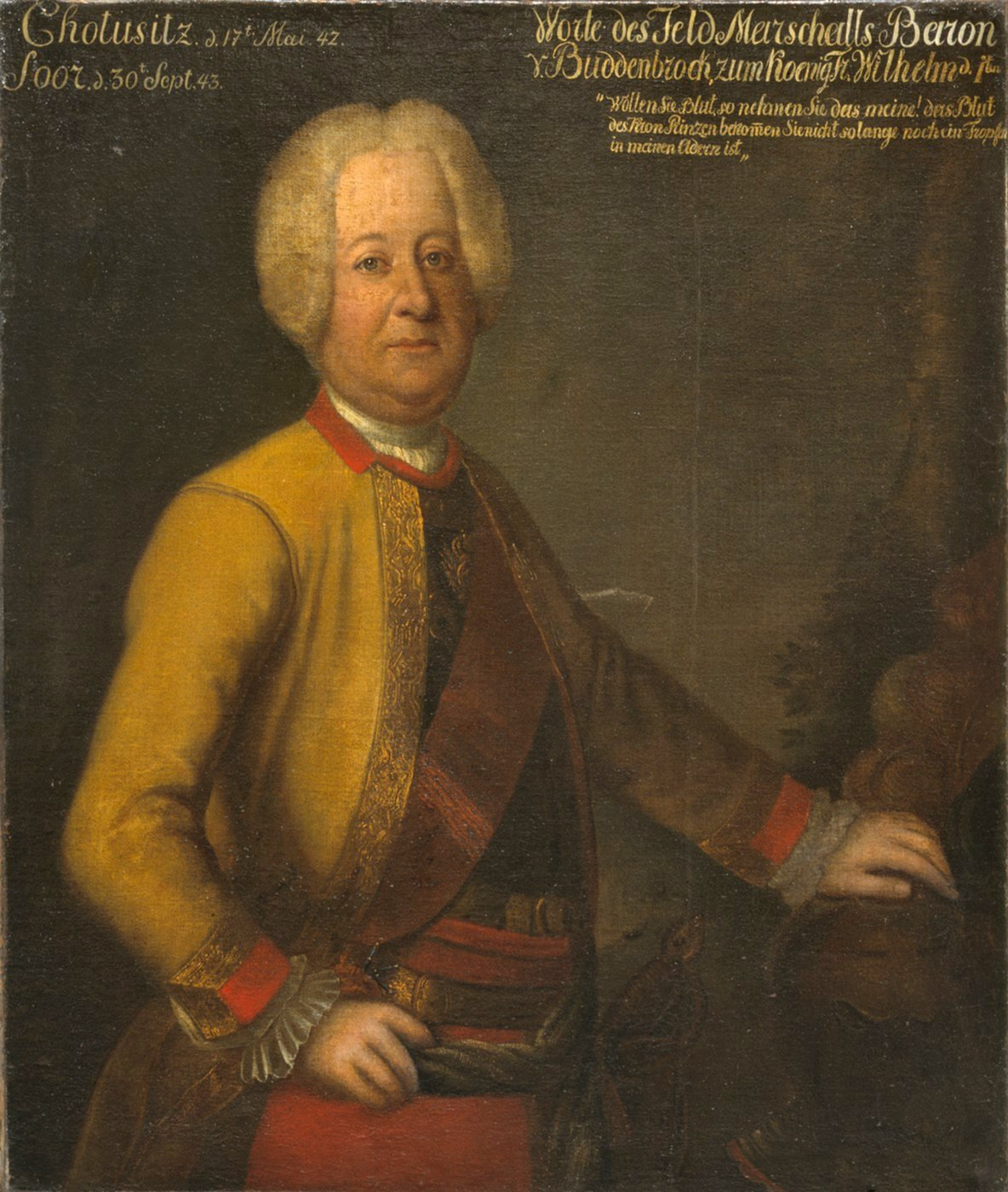
Wilhelm Dietrich von Buddenbrock 1743, preußischer Generalfeldmarschall

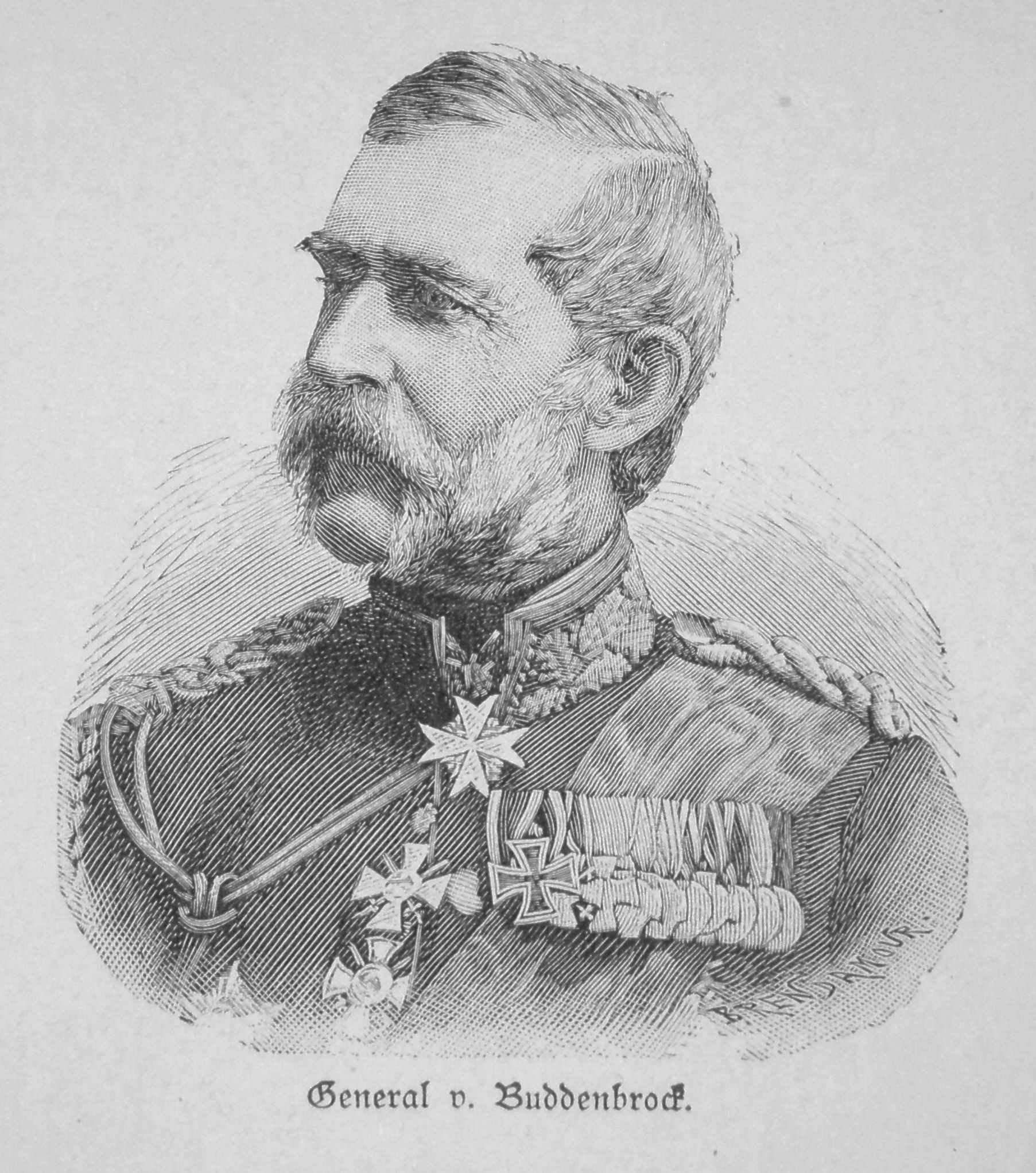
Gustav von Buddenbrock, preußischer General der Infanterie

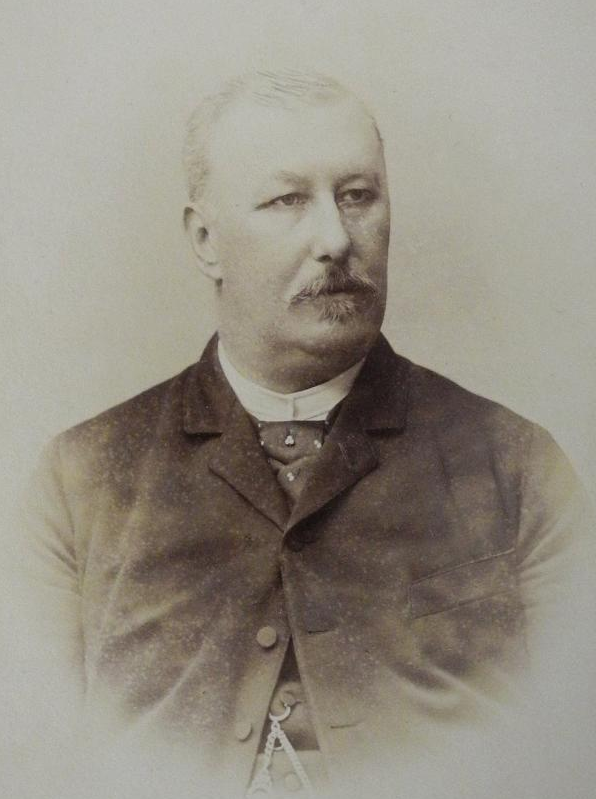
Robert von Buddenbrock, Vizepräsident der Österreichischen Waffenfabriksgesellschaft, preußischer Oberleutnant

- Adalbert von Buddenbrock (1845–1922), preußischer Generalmajor
- Alfred von Buddenbrock (Politiker) (1796–1863), preußischer Offizier und Mitglied des Herrenhauses
- Alfred von Buddenbrock (Generalleutnant, 1826) (1826–1887), deutscher Generalleutnant
- Alfred von Buddenbrock (Generalleutnant, 1856) (1856–1927), deutscher Generalleutnant
- Arthur von Buddenbrock (1850–1929), Politiker, Mitglied des Reichstags sowie des preußischen Herren- und Abgeordnetenhaus
- Bernhard Friedrich von Buddenbrock (1725–1807), preußischer Generalmajor
- Caspar Friedrich von Buddenbrock († 1737), 1733 livländischer Landmarschall, holländischer Kapitän
- Erich Freiherr von Buddenbrock (1873–1966), Herrenreiter, letzter Grundbesitzer auf Pläswitz
- Friedrich von Buddenbrock (General, 1781) (1781–1867), deutscher Generalleutnant
- Friedrich von Buddenbrock (General, 1815) (1815–1894), deutscher Generalmajor
- Friedrich von Buddenbrock (General, 1859) (1859–1944), deutscher Generalleutnant
- Friedrich von Buddenbrock (Pilot) (1894–1964), deutscher Pilot, Luftfahrtmanager und Autor
- Gustav von Buddenbrock (1810–1895), preußischer General der Infanterie
- Gustav Johann von Buddenbrock (1758–1821), Erbherr auf Saadsen, 1803 livländischer Landmarschall, Ehrendoktor der Universität Dorpat
- Gustav Wasa von Buddenbrock (1863–1920), Generalmajor
- Heinrich von Buddenbrock, 1899–1900 erster Präsident der heutigen Deutschen Burgenvereinigung
- Henrik Magnus Buddenbrock (1685–1743), schwedischer Generalleutnant
- Heinrich von Buddenbrock (1797–1859), Generalmajor
- Hippolyt von Buddenbrock-Hettersdorff (1845–1929), preußischer Generalleutnant
- Jobst von Buddenbrock (1913–1994), deutscher Botschafter in Manila
- Hans-Jobst von Buddenbrock (1895–1957), deutscher Generalmajor
- Johann von Buddenbrock (1707–1781), preußischer Generalleutnant
- Ludwig von Buddenbrock (1720–1782), preußischer Generalmajor
- Marie von Buddenbrock (1883–1979), Kunstmalerin und Illustratorin
- Mortimer von Buddenbrock-Hettersdorff (1844–1914), preußischer Generalleutnant
- Richard von Buddenbrock-Hettersdorff (1831–1891), preußischer Landrat
- Robert von Buddenbrock (1845–1918), Vizepräsident der Österreichischen Waffenfabriksgesellschaft, preußischer Oberleutnant (Schwiegersohn des Waffenindustriellen Leopold Werndl, Schwager von Josef Werndl, des Generaldirektors der Österreichischen Waffenfabriksgesellschaft)[10]
- Rudolph von Buddenbrock (1821–1895), Politiker, Mitglied des Reichstags sowie des preußischen Herren- und Abgeordnetenhaus
- Wilhelm Dietrich von Buddenbrock (1672–1757), preußischer Generalfeldmarschall
- Wilhelm Ernst von Buddenbrock (1715–1760), preußischer Major und Kommandeur des 1. Stehenden Grenadier-Bataillons
- Wolfgang von Buddenbrock-Hettersdorff (1884–1964), ordentlicher Professor der Zoologie an der Universität Mainz

## Buddenbrock (1774)
Außerdem gibt es noch ein briefadeliges Geschlecht von Buddenbrock, das auf die natürlichen Kinder des königlich preußischen Generalmajors Ludwig von Buddenbrock mit der geschiedenen Freifrau Henriette Wilhelmine Juliane Louise von Ochsenstein, geborene Gräfin zu Solms-Sonnenwalde, zurückgeht.